# Tonye Patano
Tonye T. Patano (16 oktober 1961) is een Amerikaanse actrice.

## Filmografie

### Films
Uitgezonderd korte films.
- 2023 Eileen - als mrs. Stevens
- 2020 Topside - als Violet
- 2018 A Vigilante - als adviseuse
- 2017 Roxanne Roxanne - als ms. Denise
- 2016 How to Tell You're a Douchebag - als miss Lady
- 2015 Jack of the Red Hearts - als Miz
- 2014 Time Out of Mind - als ms. Jackson
- 2013 Every Secret Thing – als Clarice
- 2013 The David Dance – als mrs. P.
- 2013 Diving Normal – als Anne
- 2012 County – als Liz
- 2011 Ponies – als caissière
- 2011 The Great Fight – als Sandra Chilton
- 2010 The Company Men – als Joyce Robertson
- 2009 Stolen Lives – als Elsie Mauer
- 2009 The Taking of Pelham 123 – als Regina de conductrice
- 2009 Loving Leah – als Emily
- 2009 Bunker Hill – als verpleegster Evans
- 2007 Trainwreck: My Life as an Idiot – als mrs. Shelby
- 2007 The Savages – als ms. Robinson
- 2005 Little Manhattan – als Birdie
- 2005 The Thing About My Folks – als verpleegster
- 2005 The Great New Wonderful – als Shirley
- 2005 Room – als dakloze vrouw
- 2004 Imaginary Heroes – als grote gemene lerares (stem)
- 2004 Messengers – als Linda Mabry
- 1999 The Hurricane – als vrouw in gevangenis
- 1998 A Price Above Rubies – als vrouw
- 1994 Fresh – als vrouw
- 1992 Highway Heartbreaker – als Carolyn
- 1984 The Jesse Owens Story – als Laverne Owens

### Televisieseries
Uitgezonderd eenmalige gastrollen.
- 2021 - 2023 FBI: Most Wanted - als Susan 'Mama B' Barnes - 3 afl.
- 2020 Power Book II: Ghost - als Ida Brooks - 2 afl.
- 2020 Tommy - als mrs. Gates - 12 afl.
- 2017 Sneaky Pete - als Libby Metzger - 2 afl.
- 2013 The Americans – als Viola Johnson – 2 afl.
- 2009 – 2012 Law & Order: Special Victims Unit – als rechter Maskin - 6 afl.
- 2009 – 2012 One Life to Live – als mrs. Evans – 25 afl.
- 2005 – 2011 Weeds – als Heylia James – 41 afl.
- 2008 – 2009 Handy Manny– als mrs. Thompson – 2 afl.
- 2008 Eli Stone – als rechter Flora Simms – 2 afl.